# Monroe County (Georgia)
Das Monroe County ist ein County im Bundesstaat Georgia der Vereinigten Staaten. Der Verwaltungssitz (County Seat) ist Forsyth, benannt nach John Forsyth, einem US-amerikanischen Politiker, Außenminister und Gouverneur von Georgia.

## Geographie
Das County liegt im mittleren Nordwesten von Georgia und hat eine Fläche von 1030 Quadratkilometern, wovon sechs Quadratkilometer Wasseroberfläche sind, und grenzt im Uhrzeigersinn an folgende Countys: Jasper County, Jones County, Bibb County, Crawford County, Upson County, Lamar County und Butts County.
Das County ist Teil der Metropolregion Macon.

## Geschichte
Monroe County wurde am 15. Mai 1821 aus dem Land der Creek-Indianer gebildet. Benannt wurde es nach dem US-Präsidenten James Monroe.

## Demografische Daten
Laut der Volkszählung von 2010 verteilten sich die damaligen 26.424 Einwohner auf 9.662 bewohnte Haushalte, was einen Schnitt von 2,61 Personen pro Haushalt ergibt. Insgesamt bestehen 10.710 Haushalte.
74,1 % der Haushalte waren Familienhaushalte (bestehend aus verheirateten Paaren mit oder ohne Nachkommen bzw. einem Elternteil mit Nachkomme) mit einer durchschnittlichen Größe von 3,03 Personen. In 33,6 % aller Haushalte lebten Kinder unter 18 Jahren sowie in 26,4 % aller Haushalte Personen mit mindestens 65 Jahren.
25,1 % der Bevölkerung waren jünger als 20 Jahre, 16,9 % waren 20 bis 39 Jahre alt, 31,2 % waren 40 bis 59 Jahre alt und 20,5 % waren mindestens 60 Jahre alt. Das mittlere Alter betrug 41 Jahre. 50,2 % der Bevölkerung waren männlich und 49,8 % weiblich.
73,3 % der Bevölkerung bezeichneten sich als Weiße, 23,7 % als Afroamerikaner, 0,3 % als Indianer und 0,8 % als Asian Americans. 0,9 % gaben die Angehörigkeit zu einer anderen Ethnie und 1,0 % zu mehreren Ethnien an. 2,0 % der Bevölkerung bestand aus Hispanics oder Latinos.
Das durchschnittliche Jahreseinkommen pro Haushalt lag bei 50.625 USD, dabei lebten 13,2 % der Bevölkerung unter der Armutsgrenze.

## Kultur und Sehenswürdigkeiten

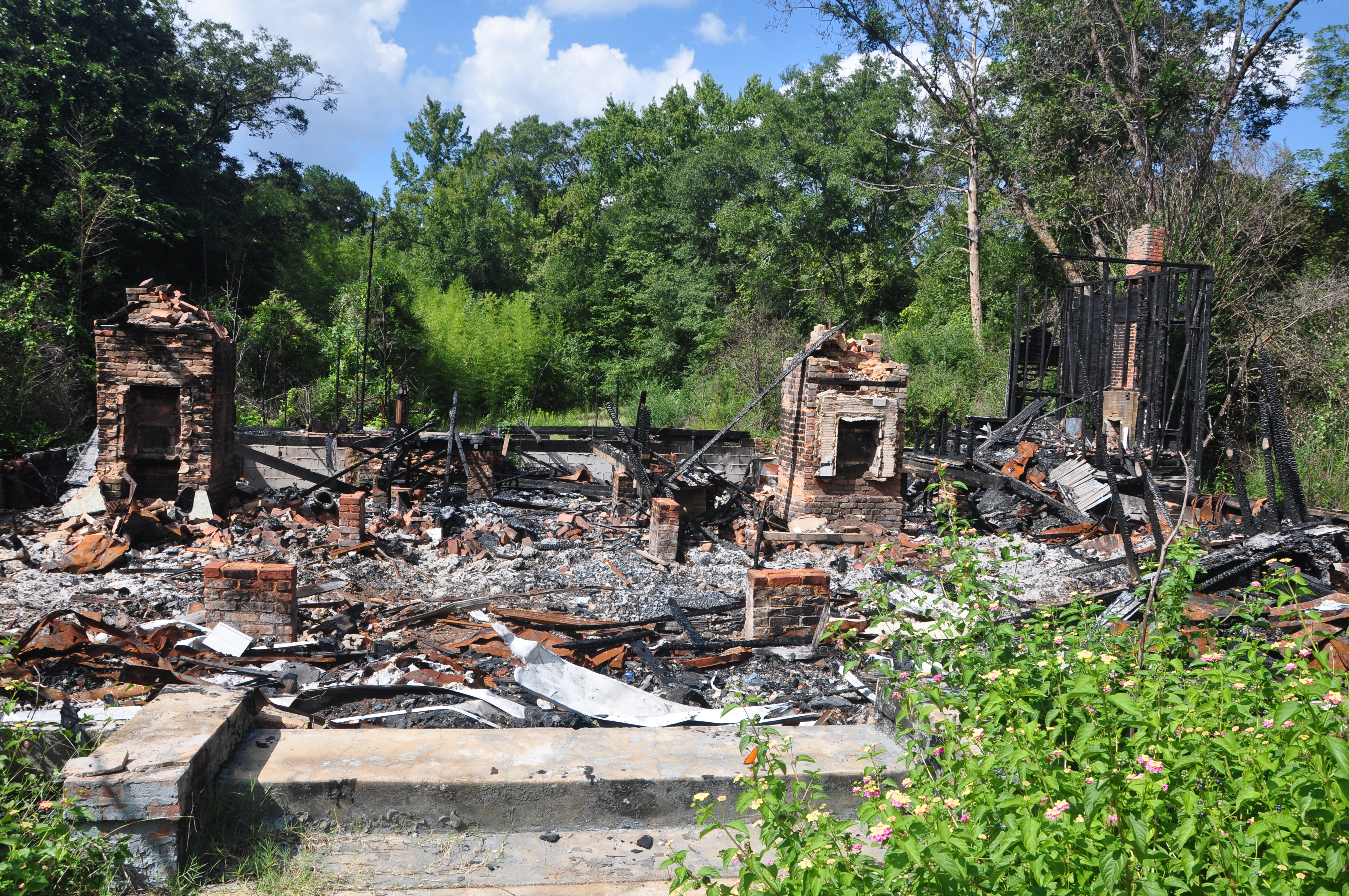
Great Hill Place (2014). Die Plantage geht auf die 1800er Jahre zurück. Das Herrenhaus wurde 1874 im viktorianischen Stile wesentlich erweitert und erhielt unter anderem einen Seitenflügel und ein höheres Dach. Zum Ensemble gehören unter anderem ein Räucherhaus, ein kleines Cottage und mehrere Wirtschaftsgebäude. Im Juli 1973 wurde Great Hill Place als erstes Objekt des County in das NRHP eingetragen.

Neun Bauwerke, Stätten und „historische Bezirke“ (Historic Districts) im Monroe County sind im National Register of Historic Places („Nationales Verzeichnis historischer Orte“; NRHP) eingetragen (Stand 28. Februar 2024), darunter das historische Geschäftsviertel von Forsyth, die Ruinen einer der ersten Mädchenschulen des Bundesstaats und das Gerichts- und Verwaltungsgebäude des County.

## Orte im Monroe County
Orte im Monroe County mit Einwohnerzahlen der Volkszählung von 2010:
Cities:
- Culloden – 175 Einwohner
- Forsyth (County Seat) – 3788 Einwohner

CDPs
- Bolingbroke
- Juliette
- Smarr